# Robert Schmid (Bodybuilder)
Robert Schmid (* 25. Juli 1979 Cluj-Napoca) aus Nesselwang (Allgäu) ist ein ehemaliger deutscher Bodybuilder.
Unter anderem war er Mitglied im Kader der Nationalmannschaft des Deutschen Bodybuilding- und Fitness-Verbandes (DBFV) und Deutscher Meister der Men’s Physique Klasse. Er war von 2015 bis 2021 aktiv.

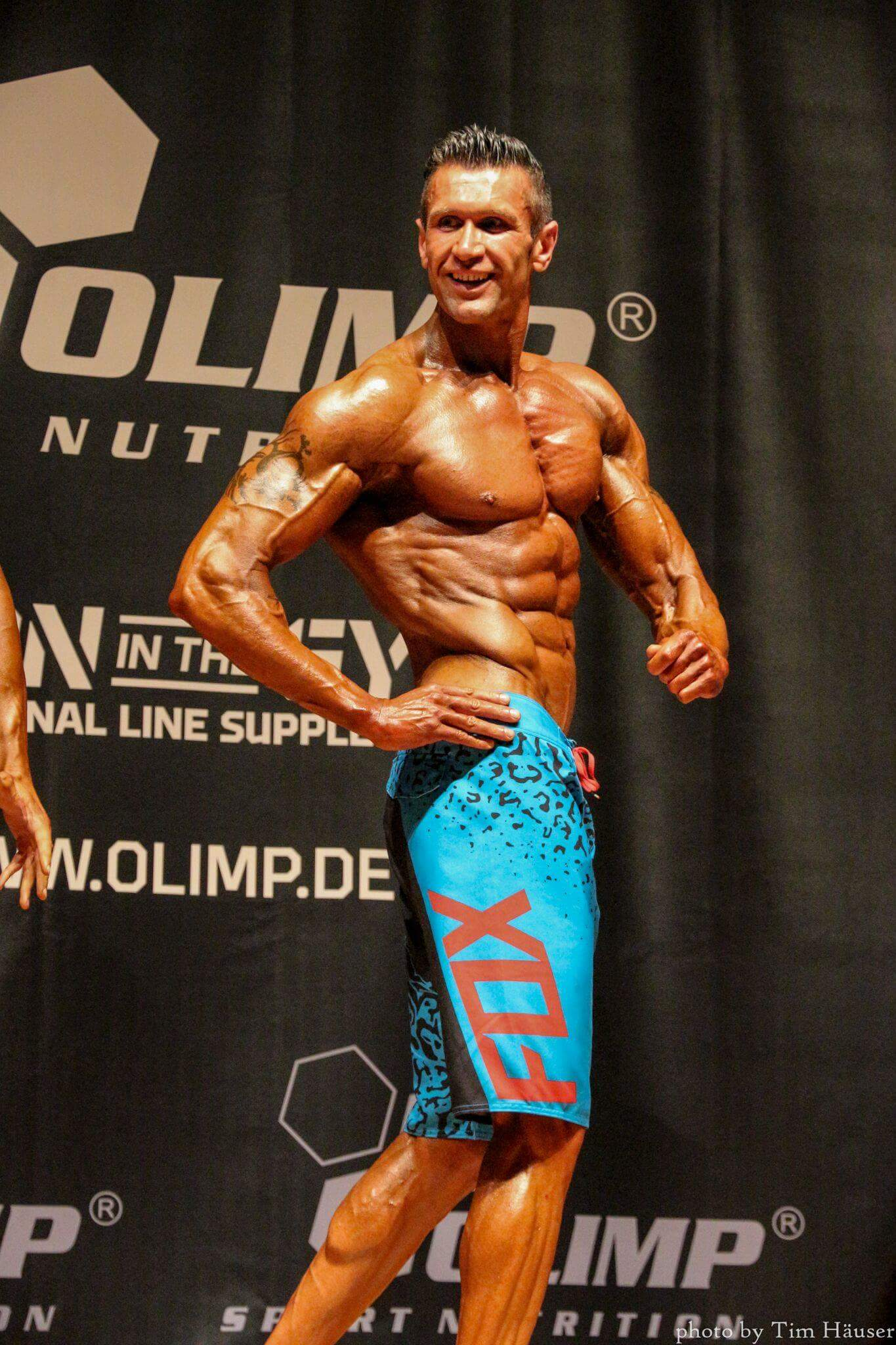
Robert Schmid bei der Deutschen Meisterschaft 2016

## Geschichte und Werdegang
Robert Schmid wurde am 25. Juli 1979 in Klausenburg (Rumänien) geboren. Wie er sagt, begeisterte ihn Sport und Ernährung schon immer. Mit elf Jahren wanderte seine Familie mit ihm nach Füssen im Allgäu aus. Dort besuchte er unter anderem die Wirtschaftsschule, die er mit Erfolg absolvierte. Danach machte er eine Ausbildung zum Kaufmann für Groß- und Außenhandel. Seit 2004 ist er in der Finanz- und Versicherungsbranche tätig.
Durch seine im Hobbysport gezeigte Disziplin wurde er von seinem Trainer dazu motiviert Leistungssport zu betreiben und an Wettkämpfen teilzunehmen.
Seine ersten großen Erfolge feierte er 2016 als zweifacher Fränkischer Vizemeister, Bayerischer Meister und Finalist der Deutschen Meisterschaft. Er qualifizierte sich für die Fitness Weltmeisterschaft, der Amateur Arnold Classic Europa und Amateur Mr. Olympia Europa, an welchen er erfolgreich teilnahm.
2019 wurde er Deutscher Meister der Men’s Physique Klasse des DBFV. Zwei Jahre später, mit dem Vizemeistertitel auf der International Österreichischen Meisterschaft 2021, beendete er seine Bodybuilding Karriere und beschloss mehr Zeit seiner Frau und seinen beiden Kindern zu widmen. Mit dem Kraftsport möchte er allerdings nie aufhören und diese große Leidenschaft noch lange weiterführen.

## Erfolge
- 2-facher Fränkischer Vizemeister (2016)
- BAYERISCHER MEISTER (2016)
- Finale Deutsche Meisterschaft / TOP 6 (2016)
- Finale Int. Süddeutschen Meisterschaft / TOP 6 (2016)
- WM-Qualifikation (2016)
- Mitglied im Kader der Nationalmannschaft des DBFV e.V. (2016)
- Teilnahme IFBB World Fitness Championships Bialystok/Polen (2016)
- Vizemeister des Lubeca Muscle Beach (2017)
- Teilnahme an den IFBB Arnold Classic Europe in Barcelona (2017)
- Qualifikation zur IFBB Olympia in San Marino (2017)
- Bayerischer Vizemeister - Muscular Physique (2019)
- Finale Deutsche Meisterschaft / TOP 6 - Muscular Physique (2019)
- DEUTSCHER MEISTER - MASTER MEN´S PHYSIQUE (2019)
- Finale Int. Süddeutsche Meisterschaft / TOP 6 - Muscular Physique (2021)
- INT. ÖSTERREICHISCHER VIZEMEISTER - MUSCULAR PHYSIQUE (2021)